# Marissa Garrido
Marissa Garrido (Cidade do México, 30 de maio de 1926 - Cidade do México, 8 de janeiro de 2021) foi uma dramaturga mexicana.

## Morte
Garrido morreu em 8 de janeiro de 2021 de COVID-19.

## Filmografia

### Histórias originais
- Besos prohibidos(1999)
- Azul tequila (1998)
- Imperio de cristal (1994/95)
- Vida robada (1991) (remake de Ha llegado una intrusa)
- Encadenados (1988)
- Angélica (1985)
- Amor ajeno (1983) (con Fernanda Villeli)
- En busca del Paraíso (1982)
- Quiéreme siempre (1981)
- Juegos del destino (1981) (con Arturo Moya Grau)
- No temas al amor (1980)
- Querer volar (1980)
- Secreto de confesión (1980) (remake de Secreto de confesión)
- Yara (1979)
- Una mujer marcada (1979) (remake de La leona)
- Pasiones encendidas (1978) (com Fernanda Villeli)
- Pecado de amor (1978) (com Fernanda Villeli)
- Pacto de amor (1977) (com Fernanda Villeli)
- Mañana será otro día (1976) (com Fernanda Villeli)
- Paloma (1975)
- Mundos opuestos (1975) (com Fernanda Villeli)
- Barata de primavera (1975)
- La tierra (1974)
- Ha llegado una intrusa (1974)
- Entre brumas (1973) (com Fernanda Villeli)
- Puente de amor (1969) (remake de Las gemelas)
- Duelo de pasiones
- Entre sombras (1967)
- El juicio de nuestros hijos (1967)
- La razón de vivir (1966)
- Secreto de confesión
- Destino (1963)
- La leona (1961)
- Niebla (1961)
- Las gemelas (1961)

### Adaptações
- Háblame de amor (1999) - Eric Vonn
- Azul (1996) - Pinkye Morris
- Mi pequeña Soledad (1990) (com René Muñoz) - Jorge Lozano Soriano
- Flor y canela (1988) - Benito Perez Galdós
- Pasión y poder (1988) - Carmen Ochoa, Alejandro Orive e Carlos Daniel González
- Mi rival (1973) - Inés Rodena
- Muchacha italiana viene a casarse (1971) - Delia González Márquez
- Sueña conmigo, Donaji (1967) - Caridad Bravo Adams

### Refilmagens brasileiras
Durante o ano de 1982 a autora esteve no Brasil, orientando e supervisionando as adaptações de suas novelas pelo SBT.
- Vida Roubada (1983)
- Razão de Viver (1983)
- Pecado de Amor (1983)
- A Justiça de Deus (1983)
- A Ponte do Amor (1983)
- Acorrentada (1983)
- Sombras do Passado (1983)
- Conflito (1982)
- A Leoa (1982)
- A Força do Amor (1982)
- Destino (1982)

### Refilmagens italianas
- Felicità... dove sei? (1985)

## Prêmios e indicações

### TVyNovelas
| Ano  | Categoria                    | Telenovela | Resultado |
| ---- | ---------------------------- | ---------- | --------- |
| 1998 | Melhor história ou adaptação | Angélica   | Indicado  |